# Wolfenschiessen
Wolfenschiessen és un municipi del cantó de Nidwalden (Suïssa).